# 1720 au Canada
Pour un article plus général, voir Chronologie du Canada.
Cet article traite des événements qui se sont produits durant l'année 1720 au Canada.

## Événements

### Nouvelle-France

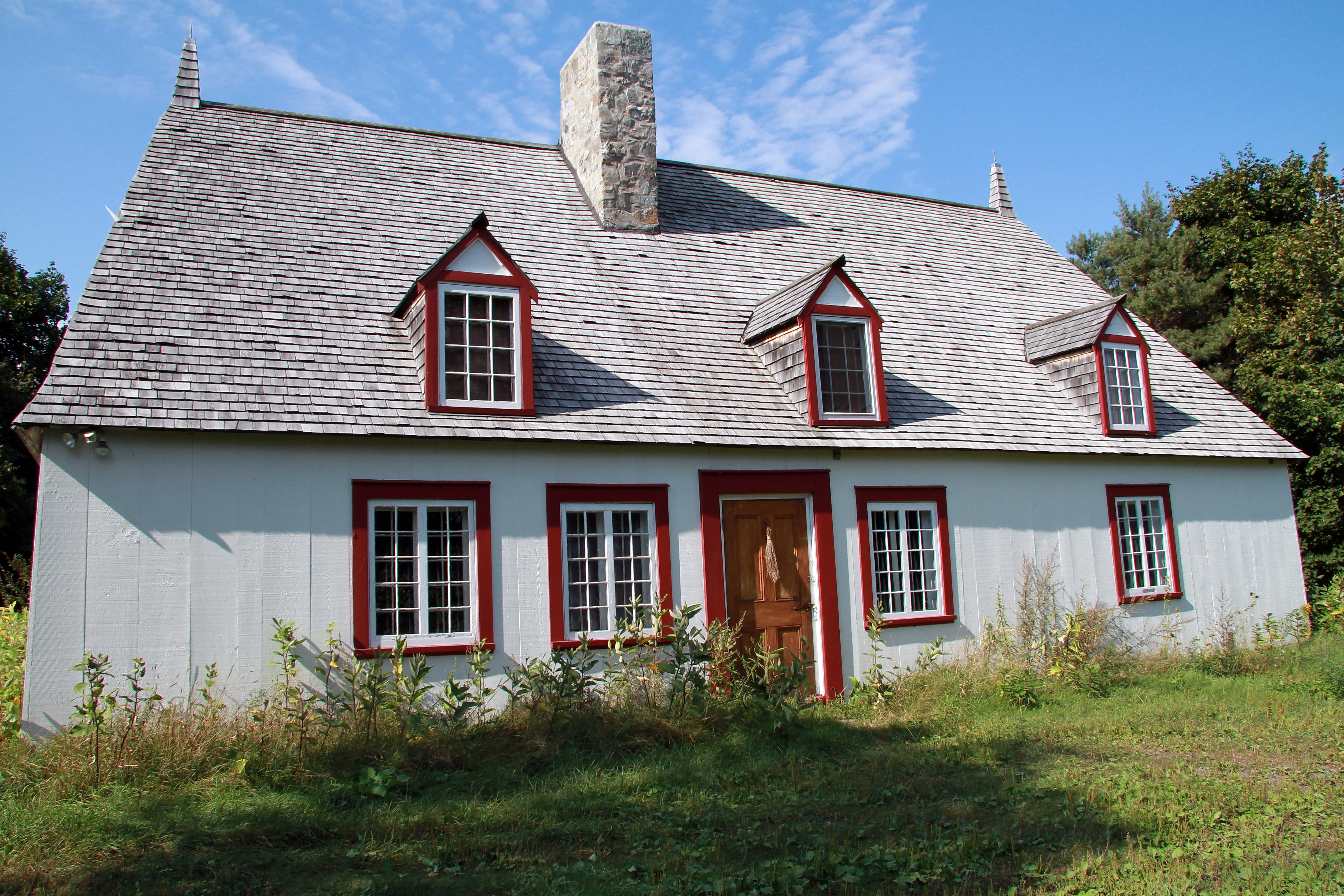
Maison Molleur-Dit-Lallemand, construite en 1720

- 20 septembre : Fondation de la paroisse Saint-Laurent au nord ouest de Montréal.
- Création de Fort Toronto par les Français (pour la traite des fourrures). Il est abandonné au bout de dix ans[1].
- Fondation de Port-la-Joye sur l'Isle Saint-Jean.
- Exploitation d'une première mine de charbon sur l'Île Royale. Ce charbon approvisionne la Forteresse de Louisbourg.
- Paul Guillet obtient le droit d'établir le Fort Témiscamingue au Lac Témiscamingue.
- L'abbé Louis Lepage de Sainte-Claire obtient la seigneurie de Terrebonne.

### Possessions anglaises
- Arrivée du gouverneur Richard Philipps (en) en Nouvelle-Écosse.

## Naissances
- 24 avril : Benoît-François Bernier, officier militaire († 1799).
- 6 septembre : René-Ovide Hertel de Rouville, administrateur et juge († 12 août 1792).
- 1er octobre : Hector Theophilus de Cramahé, administrateur colonial britannique († 9 juin 1788).

## Décès
- 7 septembre : Vincent Bigot, missionnaire jésuite (° 15 mai 1649).
- James Knight, explorateur et directeur de la Compagnie de la Baie d'Hudson (° 1640).
- Louis-Henri de Baugy, militaire et commerçant.
- Jean Bochart de Champigny, intendant de la Nouvelle-France.